# Apollo 6
Apollo 6 (cunoscut și sub denumirea de AS-502), lansat la 4 aprilie 1968, a fost a doua misiune de tip A a programului Apollo din Statele Unite, un test fără echipaj al vehiculului de lansare Saturn V. Aceasta a fost, de asemenea, misiunea finală de testare Apollo fără echipaj.